# Nouvi Zákon
Le Nouvi Zákon (Nouveau Testament) est la première traduction du Nouveau Testament en prekmure, un dialecte du slovène. Le texte a été traduit du grec par István Küzmics, un pasteur évangélique slovène du comitat de Somogy, et publié à Halle-sur-Saale en Saxe-Anhalt en 1771. Le Nouvi Zákon a été publié quatre fois, la dernière fois en 1928.
Küzmics utilisait principalement des sources littéraires kaïkaviennes, mais connaissait aussi la traduction de la Bible par Jurij Dalmatin et les écrits de Primož Trubar. Bien qu'à l'époque d'István Küzmics peu de Slovènes vivaient en Hongrie, il fut amené à rédiger le Nouvi Zákon à partir de deux dialectes prekmures fusionnés. Il a créé des néologismes et adopté des expressions linguistiques de sources externes : kaïkavien, moyen slovène, allemand, hongrois, latin et probablement aussi slovaque et tchèque.
Miklós Küzmics (en), prêtre catholique et important écrivain prekmure, a utilisé le Nouvi Zákon en 1780 pour une autre traduction catholique du Nouveau Testament, le Szvéti evangyeliomi.
Le Nouvi Zákon fait partie des traductions notables, comme celles de Martin Luther ou Gáspár Károli et Jurij Dalmatin.

## Éditions
- Nouvi Zákon ali Testamentim Goszpodna Nasega Jezusa Krisztusa zdaj oprvics zGrcskoga na sztári szlovenszki jezik obrnyeni po Stevan Küzmicsi Surdánszkom f., Halle, 1771.
- Nouvi Zákon ali Testamentom Goszpodna Nasega Jezusa Krisztusa zdaj oprvics zGrcskoga na sztrái szlovenszki jezik obrnyeni po Stevan Kuzmicsi surdánszkom f., Presbourg, 1817.
- Nôvi Zákon ali Testamentom Goszpodna Nasega Jezusa Krisztusa zdaj oprvics zGrcskoga na sztári szlovenszki jezik obrnyeni po Küzmics Stevani surdanszkom farari, (Güns, 1848, adaptation : Sándor Terplán.)
- Nôvi Zákon ali Testamentom Goszpodna Nasega Jezus Krisztusa szlovencseni po Küzmics Stevani surdanszkom dühovniki. Vödáni po Angluskom i zvönésnyem tüváristvi za Biblie, Vienne, 1883.
- Nôvi Zákon ali Testamentom Goszpodna Nasega Jezus Krisztusa szlovencseni po Küzmics Stevani surdanszkom dühovniki. Vödáni po angluskom i zvönésnyem tüváristvi za Biblie. Izdajanje Britanskog i inostranog biblijsko društva. Belgrade, 1928.